# Підгірненська сільська рада (Білгород-Дністровський район)
Підгі́рненська сільська́ ра́да — колишня адміністративно-територіальна одиниця та орган місцевого самоврядування в Білгород-Дністровському районі Одеської області. Адміністративний центр — село Підгірне.

## Загальні відомості
Підгірненська сільська рада утворена в 1965 році.
- Територія ради: 29,47 км²
- Населення ради: 644 особи (станом на 2001 рік)

## Населені пункти
Сільській раді підпорядковані населені пункти:
- с. Підгірне

## Населення
За переписом населення 2001 року в селі мешкали 632 особи.

### Мова
Розподіл населення за рідною мовою за даними перепису 2001 року:
| Мова       | Відсоток |
| ---------- | -------- |
| українська | 94,72 %  |
| молдовська | 2,48 %   |
| російська  | 1,71 %   |
| гагаузька  | 0,93 %   |
| болгарська | 0,16 %   |

## Склад ради
Рада складається з 12 депутатів та голови.
- Голова ради: Клітка Ольга Іванівна
- Секретар ради: Тартіла Світлана Іллівна

### Керівний склад попередніх скликань
| Прізвище, ім'я, по батькові | Основні відомості                                                                                    | Дата обрання | Дата звільнення |
| --------------------------- | --- | ------------ | --------------- |
| Клітка Ольга Іванівна       | Сільський голова, 1966 року народження, член Соціалістичної партії України                           | 26.03.2006   | 31.10.2010      |
| Клітка Ольга Іванівна       | Сільський голова, 1966 року народження, освіта вища, безпартійна, від Радикальної партії Олега Ляшка | 25.10.2015   |                 |

Примітка: таблиця складена за даними сайту Верховної Ради України та ЦВК

### Депутати VII скликання
За результатами місцевих виборів 2015 року депутатами ради стали:

#### За суб'єктами висування
| Суб'єкт висування | Кількість обраних депутатів | %      |
| ----------------- | --------------------------- | ------ |
| Самовисування     | 12                          | 100.00 |

#### За округами
| № округу | Прізвище, ім'я, по батькові    | Ким висунуто  | Дата нар.  | Освіта              | Партійна приналежність | Відомості                                   |
| -------- | ------------------------------ | ------------- | ---------- | ------------------- | ---------------------- | ------------------------------------------- |
| 1        | Чумаченко Оксана Олександрівна | Самовисування | 18.04.1984 | вища                | безпартійна            | ПП «Валкомагро», бухгалтер                  |
| 2        | Лупашко Валентин Олександрович | Самовисування | 21.09.1990 | вища                | безпартійний           | ТОВ «Центр — Енерго-Сервіс», інженер        |
| 3        | Крамаренко Анатолій Вікторович | Самовисування | 24.03.1982 | вища                | безпартійний           | ТОВ «Бессарабія Агро», комерційний директор |
| 4        | Вельшинський Ігор Миколайович  | Самовисування | 11.04.1966 | загальна середня    | безпартійний           | СК «Победа», начальник ПСО                  |
| 5        | Черемуш Федір Леонідович       | Самовисування | 27.11.1962 | професійно-технічна | безпартійний           | СК «Победа», бригадир будівельної бригади   |
| 6        | Чумаченко Євген Петрович       | Самовисування | 18.09.1975 | вища                | безпартійний           | СК «Победа», агроном                        |
| 7        | Тарута Надія Федорівна         | Самовисування | 05.04.1956 | загальна середня    | безпартійна            | пенсіонер                                   |
| 8        | Губар Ольга Іванівна           | Самовисування | 23.10.1975 | вища                | безпартійна            | Підгорненська ЗОШ 1-2 ст., вчитель          |
| 9        | Тартіла Світлана Іллівна       | Самовисування | 06.11.1962 | вища                | безпартійна            | Підгірненська сільська рада, секретар       |
| 10       | Федорова Катерина Петрівна     | Самовисування | 04.10.1968 | вища                | безпартійна            | Підгірненська сільська рада, землевпорядник |
| 11       | Чумаченко Петро Кирилович      | Самовисування | 18.07.1954 | загальна середня    | безпартійний           | пенсіонер                                   |
| 12       | Тартіла Володимир Миколайович  | Самовисування | 02.09.1968 | загальна середня    | безпартійний           | тимчасово не працює                         |

### Депутати VI скликання
За результатами місцевих виборів 2010 року депутатами ради стали:

#### За суб'єктами висування
| Суб'єкт висування | Кількість обраних депутатів | %   |
| ----------------- | --------------------------- | --- |
| Самовисування     | 12                          | 100 |

#### За округами
| № округу | Прізвище, ім'я, по батькові    | Дата визнання обраним | Освіта             | Партійна приналежність                        | Відомості про обраного депутата                       |
| -------- | ------------------------------ | --------------------- | ------------------ | --------------------------------------------- | ----------------------------------------------------- |
| 1        | Чумаченко Оксана Олександрівна | 02.11.2010            | вища               | позапартійна                                  | тимчасово не працює                                   |
| 2        | Кравченко Микола Іванович      | 02.11.2010            | середня спеціальна | позапартійний                                 | СК «Победа», інженер                                  |
| 3        | Лупашко Тетяна Семенівна       | 02.11.2010            | вища               | позапартійна                                  | пенсіонер                                             |
| 4        | Вельшинський Ігор Миколайович  | 02.11.2010            | середня спеціальна | член Всеукраїнського об'єднання «Батьківщина» | СК «Победа», начальник ПСО                            |
| 5        | Черемуш Федір Леонідович       | 02.11.2010            | середня спеціальна | позапартійний                                 | СК «Победа», бригадир-будівельник                     |
| 6        | Іванов Олег Іванович           | 02.11.2010            | середня спеціальна | позапартійний                                 | СК «Победа», інженер                                  |
| 7        | Тарута Надія Федорівна         | 02.11.2010            | середня спеціальна | позапартійна                                  | пенсіонер                                             |
| 8        | Новицька Галина Іванівна       | 02.11.2010            | вища               | позапартійна                                  | Підгірненська сільська рада, бухгалтер                |
| 9        | Тартіла Світлана Іллівна       | 02.11.2010            | вища               | позапартійна                                  | Підгірненська сільська рада, секретар                 |
| 10       | Федорова Катерина Петрівна     | 02.11.2010            | середня спеціальна | позапартійна                                  | Підгірненська сільська рада, землевпорядник           |
| 11       | Чумаченко Петро Кирилович      | 02.11.2010            | середня спеціальна | позапартійний                                 | СК «Победа», завгосп                                  |
| 12       | Дорощук Аліна Михайлівна       | 02.11.2010            | вища               | позапартійна                                  | Підгірненська загальноосвітня школа І-ІІ ст., вчитель |